# Fotboll vid olympiska sommarspelen 2020
Fotboll vid olympiska sommarspelen 2020 spelades mellan den 21 juli och 7 augusti 2021. Utöver de två arenorna i värdstaden Tokyo spelades matcher även i Kashima, Saitama, Sapporo, Sendai och Yokohama.

## Åldersbegränsning
I herrturneringen var spelarna tvungna att vara födda den 1 januari 1997 eller senare, men varje lag fick också använda tre äldre spelare. I damturneringen fanns inga åldersbegränsningar.

## Kvalificering
Varje nationell olympisk kommitté fick ställa upp med ett lag under förutsättning att laget kvalificerat sig. Japans herrlandslag och damlandslag blev automatiskt kvalificerade i egenskap av värdnation.

### Damer
| Turnering                   | Datum                                | Spelplats      | Platser | Kvalificerade  |
| --------------------------- | ------------------------------------ | -------------- | ------- | -------------- |
| Värdnation                  | 7 september 2013                     | i.u.           | 1       | Japan          |
| Copa América Femenina 2018  | 4 – 22 april 2018                    | Chile          | 1       | Brasilien      |
| Oceaniska mästerskapet 2018 | 18 november - 1 december 2018        | Nya Kaledonien | 1       | Nya Zeeland    |
| Världsmästerskapet 2019     | 7 juni – 7 juli 2019                 | Frankrike      | 3       | Storbritannien |
| Världsmästerskapet 2019     | 7 juni – 7 juli 2019                 | Frankrike      | 3       | Nederländerna  |
| Världsmästerskapet 2019     | 7 juni – 7 juli 2019                 | Frankrike      | 3       | Sverige        |
| Afrikansk kvaltävling       | 5 – 10 mars 2020                     | Flera orter    | 1       | Zambia         |
| Nordamerikansk kvaltävling  | februari 2020                        | USA            | 2       | Kanada         |
| Nordamerikansk kvaltävling  | februari 2020                        | USA            | 2       | USA            |
| Asiatisk kvaltävling        | 6 – 11 mars 2020 & 8 – 13 april 2021 | Flera orter    | 2       | Australien     |
| Asiatisk kvaltävling        | 6 – 11 mars 2020 & 8 – 13 april 2021 | Flera orter    | 2       | Kina           |
| Playoff CAF–CONMEBOL        | 10 – 13 april 2021                   | Turkiet        | 1       | Chile          |
| Totalt                      |                                      |                | 12      |                |

### Herrar
| Turnering                                          | Datum                        | Spelplats          | Platser | Kvalificerade   |
| -------------------------------------------------- | ---------------------------- | ------------------ | ------- | --------------- |
| Värdnation                                         | 7 september 2013             | i.u.               | 1       | Japan           |
| Europamästerskapet U21 2019                        | 16 – 30 juni 2019            | Italien San Marino | 4       | Frankrike       |
| Europamästerskapet U21 2019                        | 16 – 30 juni 2019            | Italien San Marino | 4       | Rumänien        |
| Europamästerskapet U21 2019                        | 16 – 30 juni 2019            | Italien San Marino | 4       | Spanien         |
| Europamästerskapet U21 2019                        | 16 – 30 juni 2019            | Italien San Marino | 4       | Tyskland        |
| Oceaniska mästerskapet U23 2019                    | September 2019               | Fiji               | 1       | Nya Zeeland     |
| Afrikanska mästerskapet U23 2019                   | 8 – 22 november 2019         | Egypten            | 3       | Egypten         |
| Afrikanska mästerskapet U23 2019                   | 8 – 22 november 2019         | Egypten            | 3       | Elfenbenskusten |
| Afrikanska mästerskapet U23 2019                   | 8 – 22 november 2019         | Egypten            | 3       | Sydafrika       |
| Asiatiska mästerskapet U23 2020                    | 8 – 26 januari 2020          | Thailand           | 3       | Australien      |
| Asiatiska mästerskapet U23 2020                    | 8 – 26 januari 2020          | Thailand           | 3       | Saudiarabien    |
| Asiatiska mästerskapet U23 2020                    | 8 – 26 januari 2020          | Thailand           | 3       | Sydkorea        |
| Sydamerikansk kvalturnering U23 2020               | 15 januari – 2 februari 2020 | Colombia           | 2       | Argentina       |
| Sydamerikansk kvalturnering U23 2020               | 15 januari – 2 februari 2020 | Colombia           | 2       | Brasilien       |
| Nord- och centralamerikansk kvalturnering U23 2020 | 18 – 30 mars 2021            | Mexiko             | 2       | Mexiko          |
| Nord- och centralamerikansk kvalturnering U23 2020 | 18 – 30 mars 2021            | Mexiko             | 2       | Honduras        |
| Totalt                                             |                              |                    | 16      |                 |

## Medaljsammanfattning
| Fotboll                         | Guld | Silver | Brons |
| Damernas turnering Detaljer...  | Kanada | Sverige | USA |
| Damernas turnering Detaljer...  | Stephanie Labbé Allysha Chapman Kadeisha Buchanan Shelina Zadorsky Quinn Deanne Rose Julia Grosso Jayde Riviere Adriana Leon Ashley Lawrence Desiree Scott Christine Sinclair Évelyne Viens Vanessa Gilles Nichelle Prince Janine Beckie Jessie Fleming Kailen Sheridan Jordyn Huitema Sophie Schmidt Gabrielle Carle Erin McLeod | Hedvig Lindahl Jonna Andersson Emma Kullberg Hanna Glas Hanna Bennison Magdalena Eriksson Madelen Janogy Lina Hurtig Kosovare Asllani Sofia Jakobsson Stina Blackstenius Jennifer Falk Amanda Ilestedt Nathalie Björn Olivia Schough Filippa Angeldal Caroline Seger Fridolina Rolfö Anna Anvegård Julia Roddar Rebecka Blomqvist Zećira Mušović | Alyssa Naeher Crystal Dunn Sam Mewis Becky Sauerbrunn Kelley O'Hara Kristie Mewis Tobin Heath Julie Ertz Lindsey Horan Carli Lloyd Christen Press Tierna Davidson Alex Morgan Emily Sonnett Megan Rapinoe Rose Lavelle Abby Dahlkemper Adrianna Franch Catarina Macario Casey Krueger Lynn Williams Jane Campbell                    |
| Herrarnas turnering Detaljer... | Brasilien | Spanien | Mexiko |
| Herrarnas turnering Detaljer... | Santos Gabriel Menino Diego Carlos Ricardo Graça Douglas Luiz Guilherme Arana Paulinho Bruno Guimarães Matheus Cunha Richarlison Antony Brenno Dani Alves Bruno Fuchs Nino Abner Malcom Matheus Henrique Reinier Claudinho Gabriel Martinelli Lucão                                                                               | Unai Simón Óscar Mingueza Marc Cucurella Pau Torres Jesús Vallejo Martín Zubimendi Marco Asensio Mikel Merino Rafa Mir Dani Ceballos Mikel Oyarzabal Eric García Álvaro Fernández Llorente Carlos Soler Jon Moncayola Pedri Javi Puado Óscar Gil Dani Olmo Juan Miranda Bryan Gil Iván Villar                                                    | Luis Malagón Jorge Sánchez César Montes Jesús Angulo Johan Vásquez Vladimir Loroña Luis Romo Carlos Rodríguez Henry Martín Diego Lainez Alexis Vega Adrián Mora Guillermo Ochoa Érick Aguirre Uriel Antuna José Joaquín Esquivel Sebastián Córdova Eduardo Aguirre Ricardo Angulo Fernando Beltrán Roberto Alvarado Sebastián Jurado |

Denna tabell: visa • redigera

## Medaljtabell
| Pl.    | Nation    | Guld | Silver | Brons | Totalt |
| ------ | --------- | ---- | ------ | ----- | ------ |
| 1      | Brasilien | 1    | 0      | 0     | 1      |
| 1      | Kanada    | 1    | 0      | 0     | 1      |
| 2      | Spanien   | 0    | 1      | 0     | 1      |
| 2      | Sverige   | 0    | 1      | 0     | 1      |
| 3      | Mexiko    | 0    | 0      | 1     | 1      |
| 3      | USA       | 0    | 0      | 1     | 1      |
| Totalt | Totalt    | 2    | 2      | 2     | 6      |

### Fotnoter
1. ↑  Olympic Competition Schedule. tokyo2020.org. Läst 24 februari 2019.
2. ↑  Football. tokyo2020.org. Läst 24 februari 2019.
3. 1 2  Zvonimir, Boban. (15 december 2017). Olympic Football Tournaments Tokyo 2020 -  preliminary competitions information. Arkiverad 5 mars 2018 hämtat från the Wayback Machine. FIFA.com. Läst 24 februari 2019.
4. ↑  (22 april 2018). Brasil alcanza su séptimo título de campeón de Copa América femenina. conmebol.com. Läst 24 februari 2019.
5. ↑  (1 december 2018). New Zealand triumph completes France 2019 field. FIFA. Läst 24 februari 2019.
6. ↑  (10 mars 2020). Zambia earn historic ticket to Tokyo 2020. FIFA. Läst 14 april 2021.
7. ↑  (18 oktober 2019). Asia's Road to Tokyo 2020 mapped out. FIFA. Läst 20 oktober 2019.
8. ↑  White, Jonathan. (13 april 2021). China’s Steel Roses book ticket to Tokyo 2020 after Wang Shuang heroics against South Korea. South China Morning Post. Läst 14 april 2021.
9. ↑  (13 april 2021). Chile book historic ticket to round out Tokyo 2020 field. FIFA. Läst 14 april 2021.
10. ↑  (22 november 2019). Penalty heartbreak for Ghana as South Africa qualifies to Tokyo. CAF. Läst 24 november 2019.
11. ↑  Mexico edge Honduras in penalty shootout to win CMOQ. concacaf.com. Läst 14 april 2021.
12. 1 2  (7 augusti 2021). Football – Medallists by Event. olympics.com. Läst 7 augusti 2021.